# Watashi ga Motenai no wa dō Kangaetemo Omaera ga Warui!?
Watashi ga Motenai no wa dō Kangaetemo Omaera ga Warui!? (també abreujat com a Watamote) és un còmic japonès escrit i dibuixat per Nico Tanigawa. Començà a ser publicat el 2011 i el 2013 fou adaptat a un anime.

## Personatges
- Tomoko Kuroki[15](veu japonesa de Kitta Izumi[2]): La protagonista. És una otaku i fujoshi que juga videojocs otome, normalment com a personatge femení. Té la creença de com és bona en els jocs de lligar, serà molt capaç de tindre relacions socials estables en la vida real. Resulta que no és així: té una falta important d'habilitats socials. Davant açò es mostra amb ressentiment i gelosia contra les persones.[5]
- Yū (veu japonesa de Kana Hanazawa[16]): l'única amiga de Tomoko. És una amiga de la infància amb la qual comparteix gustos i amb la qual alhora contrasta perquè té èxit en les seues relacions socials (per exemple, té parella sentimental).[17]
- Tomoki Kuroki (veu japonesa de Yūichi Nakamura[18]): el germà menor de Tomoko. Juga a futbol, té amics, s'enfada amb la seua germana i de vegades es preocupa de la seua germana.[11]

## Publicació
Es publicà el manga de quatre cel·les o vinyetes Watashi no Tomodachi ga Motenai no wa Dou Kangaete mo Omaera ga Warui!, una història derivada centrada en Yuu, en febrer de 2013.
A l'anime NARASAKI s'encarrega de la banda sonora i Kiba de Akiba és un grup de metal encarregat de la cançó homònima introductòria.
Sentai Filmworks s'encarregà del doblatge al anglès.
El 2014 MVM adquirí els drets per a la sèrie d'anime. El 22d'octubre de 2014 junt al sèptim volum del manga s'hi va incloure una OVA que seria el 13 episodi de l'adaptació animada.
El 2016 s'utilitzà a la protagonista de manera oficial per a la promoció de l'equip de beisbol Chiba Lotte Marines.

## Banda sonora
La cançó de tancament, "Dou Kangaete mo Watashi wa Warukunai", és cantada per la mateixa persona que fa la veu de la protagonista. La cançó de capçalera "Watashi ga Motenai no wa Dou Kangaete mo Omaera ga Warui!" és interpretada per Konomi Suzuki junt al grup musical Kiba of Akiba.

## Anàlisi de l'obra
En l'obra es juga amb l'empatia i la burla generant ambivalència.
Graffeo observa que Tomoko trenca l'estereotip d'otaku mascle com a lleig i grotesc i l'otaku femella com a atractiva al mostrar aquesta com a lletxa i desagradable: té hipercromia idiopàtica de l'anell orbitari, els seus cabells estan despentinats, en compte de somriure fa cares i mira lascivament.
Per a mostrar que l'estil de vida dels otaku és excessiu s'utilitzen primers plànols de la cara de la protagonista de manera grotesca.
El fracàs tragicòmic en la conversa fàtica és un tema recurrent durant la sèrie.
La història es podria considerar l'example oposat a Kami Nomi zo Shiru Sekai.

## Rebuda

### Anime
El crític Theron Martin d'Anime News Network la criticà positivament donant-li una puntuació d'un 4,5 sobre 5. Carlos Santos, al contrari, la criticà negativament donant-li una puntuació d'1,5 sobre 5. Santos destacà negativament l'animació i els fons.
A la sèrie sencera Theron Martin li donà una A-.

### Manga
A la 13ª edició d'una llista confeccionada a partir dels resultats d'enquestes fetes a professionals de l'àmbit editorial i del manga, Kono Manga ga Sugoi!, el manga va ser posicionat el número 17 de la categoria "top 20 de manga per a lectors mascles".
| Posicions de manga més venut | Posicions de manga més venut | Posicions de manga més venut | Posicions de manga més venut                   | Posicions de manga més venut |
| Tom                          | Posició                      | País                         | Data                                           |                              |
| ---------------------------- | ---------------------------- | ---------------------------- | ---------------------------------------------- | ---------------------------- |
| 1                            | 3                            | Estats Units d'Amèrica       | 27 d'octubre i el 2 de novembre de 2013        |                              |
| 1                            | 6                            | Estats Units d'Amèrica       | 10 i el 16 de novembre de 2013                 |                              |
| 2                            | 4                            | Estats Units d'Amèrica       | 19 i el 25 de gener de 2014                    |                              |
| 2                            | 9                            | Estats Units d'Amèrica       | 26 de gener i l'1 de febrer                    |                              |
| 2                            | 7                            | Estats Units d'Amèrica       | 16 i 22 de febrer de 2014                      |                              |
| 3                            | 27                           | Japó                         | 17 i el 23 de desembre de 2012                 |                              |
| 3                            | 11                           | Japó                         | 24 i el 30 de desembre de 2012                 |                              |
| 3                            | 30                           | Japó                         | 31 de desembre de 2012 i el 6 de gener de 2013 |                              |
| 3                            | 47                           | Japó                         | 7 i 13 de gener del 2013                       |                              |
| 3                            | 1                            | Estats Units d'Amèrica       | 20 i 26 d'abril de 2014                        |                              |
| 4                            | 34                           | Japó                         | 17 i 23 de juny de 2013                        |                              |
| 4                            | 8                            | Japó                         | 24 i 30 de juny de 2013                        |                              |
| 4                            | 37                           | Japó                         | 1 i 7 de juliol de 2013                        |                              |
| 4                            | 9                            | Estats Units d'Amèrica       | 20 i el 26 de juliol del 2014                  |                              |
| 4                            | 8                            | Estats Units d'Amèrica       | 27 de juliol i el 2 d'agost                    |                              |
| 5                            | 28                           | Japó                         | 16 i 22 de setembre de 2013                    |                              |
| 5                            | 33                           | Japó                         | 30 de setembre i el 6 d'octubre                |                              |
| 5                            | 4                            | Estats Units d'Amèrica       | 26 d'octubre i l'1 de novembre de 2014         |                              |
| 6                            | 17                           | Japó                         | 24 i 30 de març de 2014                        |                              |
| 7                            | 20                           | Japó                         | 20 i el 26 d'octubre de 2014                   |                              |
| 7                            | 48                           | Japó                         | 27 d'octubre i el 2 de novembre de 2014        |                              |
| 8                            | 27                           | Japó                         | 24 i el 30 d'agost del 2015                    |                              |
| 9                            | 35                           | Japó                         | 21 i el 27 de març de 2015                     |                              |
| 10                           | 43                           | Japó                         | 24 i 30 d'octubre del 2015                     |                              |

## Impacte
Una productor de cinema pornogràfic, First Star, va crear una pel·lícula pornogràfica paròdica de la sèrie.